# Трегубенко Олександр Федорович
Олександр Федорович Трегубенко (14 квітня 1904, місто Новочеркаськ, тепер Ростовської області, Російська Федерація — 20 червня 1963, місто Запоріжжя) — український радянський діяч, інженер-електрометалург, директор Запорізького електрометалургійного заводу «Дніпроспецсталь» імені Кузьміна. Депутат Верховної Ради УРСР 3—4-го скликань.

## Біографія

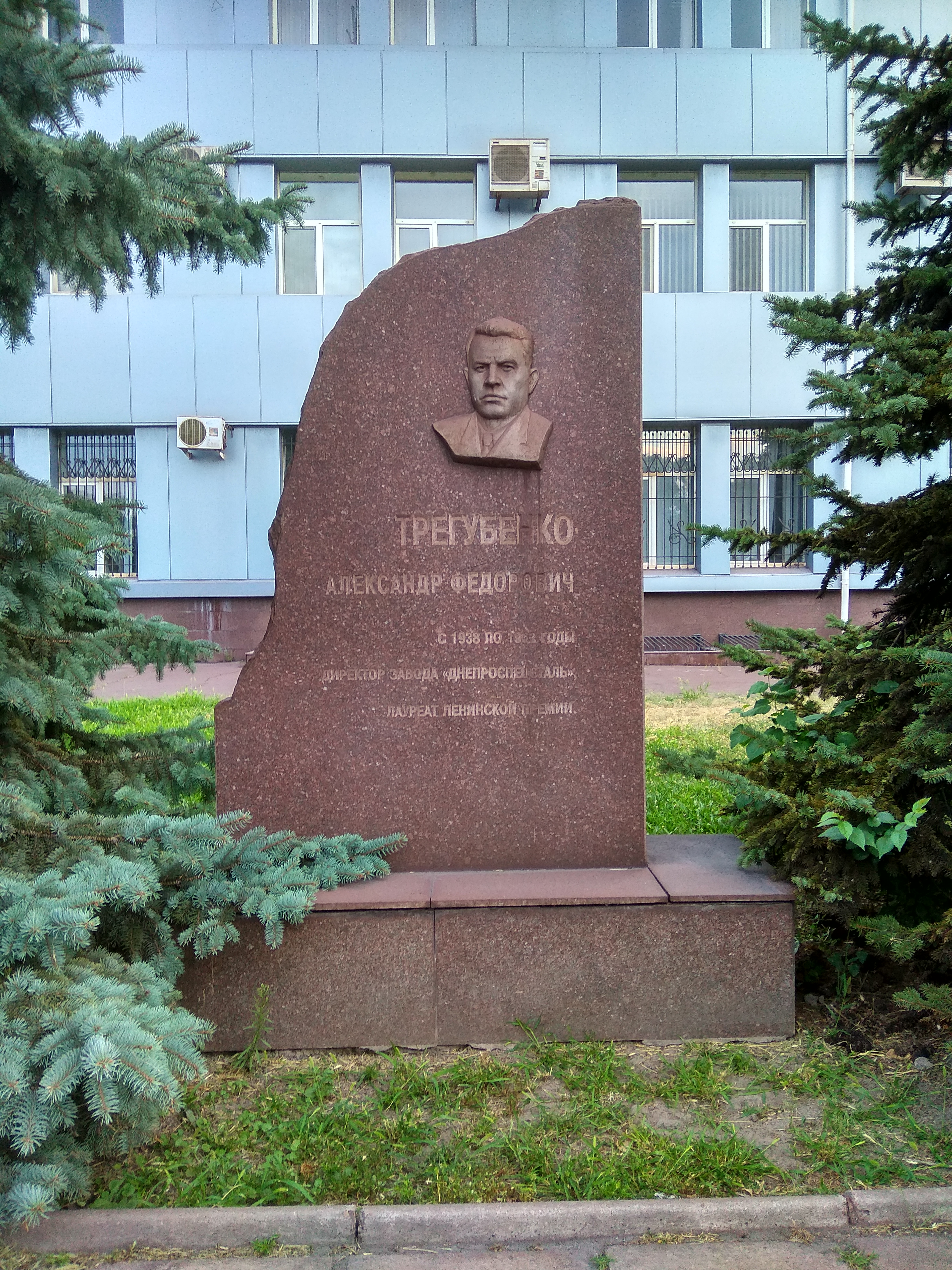
Пам'ятник Трегубенко О. Ф. біля заводу «Дніпроспецсталі»

Народився у родині залізничника. Трудову діяльність розпочав у 1919 році учнем токаря залізничних майстерень. У 1920—1924 роках — токар залізничних майстерень міста Ростова-на-Дону. У 1921 році вступив до комсомолу.
Член ВКП(б) з 1924 року.
У 1924—1926 роках — на комсомольській роботі. У 1926—1928 роках — служба у Червоній армії. У 1928—1930 роках — на відповідальній комсомольській роботі.
У 1930—1931 роках — студент Північно-Кавказького металургійного інституту. У 1931—1934 роках — студент Дніпропетровського металургійного інституту.
У 1934—1939 роках — майстер печей, начальник зміни, заступник начальника сталеплавильного цеху, головний інженер та заступник технічного директора заводу інструментальних сталей (ЗІС) металургійного комбінату «Запоріжсталь» міста Запоріжжя Дніпропетровської області.
У жовтні 1939—1941 роках — директор Запорізького електрометалургійного заводу «Дніпроспецсталь» міста Запоріжжя Запорізької області.
Під час німецько-радянської війни разом із заводом перебував у евакуації в східних районах СРСР.
У 1945—1962 роках — директор Запорізького електрометалургійного заводу «Дніпроспецсталь» імені Кузьміна міста Запоріжжя Запорізької області.
З 1962 року — персональний пенсіонер у місті Запоріжжі.

## Нагороди
- два ордени Леніна (19.07.1958)
- два ордени Трудового Червоного Прапора (26.03.1939,)
- Ленінська премія (.04.1963)
- медалі